# Chrysler 75
Der Chrysler Serie 75 war ein PKW der Mittelklasse, den Chrysler in Detroit im Modelljahr 1929 herstellte. Er ersetzte die Serie 72 und stellte die mittlere Chrysler-Modellreihe dar.
Der Wagen besaß einen seitengesteuerten 6-Zylinder-Reihenmotor mit 4078 cm³ Hubraum, der 84 bhp (62 kW) Leistung abgab. Über eine Einscheiben-Trockenkupplung und ein Dreiganggetriebe mit Mittelschaltung wurden die Hinterräder angetrieben. Serienmäßig waren alle vier Räder hydraulisch gebremst. Es wurden zwölf verschiedene Karosserien angeboten, die im Wesentlichen denen des Vorgängermodells entsprachen. Die Kühlereinfassung war aber schmaler gehalten. Erstmals wurde auch Schlüsselanlassung (anstatt des bisher üblichen Anlassschalters) angeboten.
1930 hieß die Modellreihe wieder Serie 70 – siehe dort. Daneben gab es den besser ausgestatteten Chrysler Serie 77. Die Karosserien waren leicht überarbeitet und auf neun Modelle reduziert worden. Gegenüber dem Serie 70 bot die Serie 77 einen längeren Radstand, ein Vierganggetriebe und bereits ab Anfang des Modelljahres den größeren Motor mit 4398 cm³ Hubraum und einer Leistung von 93 bhp (68 kW).
Von der Serie 75 entstanden 48.850 Exemplare, die Serie 77 wurde nur 9.913 mal gebaut. Im Modelljahr 1931 fiel die Serie 77 ersatzlos weg.

## Quelle
- Beverly R. Kimes, Henry A. Clark: Standard Catalog of American Cars 1805–1942. Krause Publications, Iola 1985, ISBN 0-87341-045-9.